# Zirándaro (kommun)
Zirándaro är en kommun i Mexiko.   Den ligger i delstaten Guerrero, i den södra delen av landet, 250 km sydväst om huvudstaden Mexico City. Antalet invånare är 20 053. Arean är 2 476 kvadratkilometer.
Terrängen i Zirándaro är bergig åt sydväst, men åt nordost är den kuperad.
Följande samhällen finns i Zirándaro:
- Zirándaro
- San Rafael
- Pandacuareo
- La Parota
- La Ordeña
- La Quiringucua
- Cupuán
- La Tasajera
- Ziritzícuaro
- Cuambio
- Los Cimientos
- Huitzátaro
- Las Humedades
- Cayuncha
- La Poza
- Alita
- Cerano
- El Naranjo
- El Chivo
- El Cuitaz
- La Estancia
- La Piedra
- El Terrero